# Rostki (jezioro)
Jezioro Rostki położone jest w odległości 5 km od miejscowości Klusy w kierunku północno-zachodnim, na terenie gminy Orzysz, obok wsi Rostki, na szerokości geograficznej 53°48,5', długości geograficznej 22°04,05' i wysokości nad poziomem morza - 120,7 m. 
Jezioro jest silnie wydłużone. Jego długość maksymalna wynosi 2600 m, a szerokość 550 m. Długość linii brzegowej osiąga 6300 m i daje wskaźnik rozwoju 2,18, co świadczy, iż linia brzegowa jeziora jest silnie rozwinięta.
Jezioro jest dość głębokie. Jego maksymalna głębokość wynosi 20,1 m, a średnia 4,7 m. Silnie urozmaicone (wskaźnik głębokości - 0,22) dno jeziora zarówno w strefie przybrzeżnej, jak i ławicy piaszczysto-kamienne. Powierzchnia dna w zagłębieniach pokrywa mała warstwa mułu sięgająca do 30 cm grubości. Jezioro bogate jest w liczne wypłycenia, górki podwodne, zagłębienia i baseny. Bezpośrednie otoczenie jeziora stanowią grunty orne, pastwiska (65%), lasy (15%) i osiedla ludzkie (20%). Jezioro ma dwa dopływy - cieki z jezioro Kaleń i jezioro Przykop. Odpływ wód ze zbiornika odbywa się położonym w jego północno-zachodniej części ciekiem do jezioro Orzysz. Naczyniowa roślinność wodna występuje w niewielkich skupiskach, tworząc wąski, poprzerywany pas na około 50% linii brzegowej jeziora. Dominują trzcina pospolita i sit członowaty rzadziej tatarak zwyczajny. Wśród roślinności zanurzonej (25% dna) najliczniej występują moczarka kanadyjska, wywłócznik, ramienice i rdestnica przeszyta, a wśród makrofitów pływających grążel żółty i grzybienie białe. Na zachodnim brzegu sąsiedztwa wsi Rostki Skomackie żerują bobry.